# Cartea secretă (film)
Cartea secretă (în macedoneană Тајната книга, transliterat: Tajnata kniga) este un film macedonean și francez de lungmetraj regizat de Vlado Cvetanovski care combină genurile detectiv, thriller și ficțiune conspiraționistă. Este bazat pe Cartea secretă (în franceză: Le Livre Secret, în macedoneană: Тајната книга, Tajnata kniga), o carte mistică reală care a fost scrisă de bogomili cu  litere glagolitice (primul alfabet slav, realizat de Sf. Chiril și Metodiu).
Ideile bogomililor, aduse în Franța și Italia din Balcani de refugiați sau cruciați care s-au întors  în secolul al XI-lea, au devenit baza ereziei catare. Ca și ei, bogomilii au fost masacrați de biserică și numele lor aproape a fost șters din istorie.

## Rezumat
Pierre Raymond (Jean-Claude Carrière) este un explorator pasionat, un om care și-a dedicat toată viața căutării „Cărții secrete” originale, o carte care există ca o legendă în mai multe religii și erezii și care a fost o carte sfântă reală pentru bogomili, scrisă cu caractere glagolitice. Ghidat de mesaje ciudate aduse din Balcani de porumbei, el îl alege pe fiul său Chevalier (Thierry Fremont) să continue să caute de unde el s-a oprit. Mesajele sunt trimise din Macedonia de Pavle Bigorski, un om care se identifică cu autorul autentic al „Cărții secrete” din Evul Mediu. Despre cartea se presupune că ar conține principiul binelui și răului și principiul puterii, că ar sări peste bariera timpului și ar atinge esența căutării rădăcinilor Adevărului.
Bigorski are trei frați, ceea ce simbolizează cele trei regiuni locuite de etnicii macedoneni. Fiecare frate reprezintă un aspect al spiritului macedonean (credința, răzvrătirea față de răul social, apărarea onoarei).

## Distribuție
- Thierry Frémont – Chevalier, fiul lui Pierre
- Jean-Claude Carrière – Pierre Raymond
- Vlado Jovanovski- Bigorski
- Labina Mitevska- Lidija
- Djordji Jolevski- Necunoscutul
- Meto Jovanovski- Părintele Andrej
- Kiril Ristoski - Legionarul
- Vladimir Svetiev - Americanul
- Risto Stefanovski - Bunicul
- Petar Mircevski
- Alexander Chaminski - Taximetristul
- Petar Temelkovski - Bătrânul
- Joana Popovska - Hotelierul
- Dimitar Zozi - Paznicul

## Producție
Cartea secretă a fost filmat în 2002 și 2003 în Bitola și Ohrida în Macedonia și în Balcic în Bulgaria. A avut premiera patru ani mai târziu.